# Thủy Liễu
Thủy Liễu là một xã thuộc huyện Gò Quao, tỉnh Kiên Giang, Việt Nam.

## Địa lý
Xã Thủy Liễu nằm ở phía tây huyện Gò Quao, có vị trí địa lý:
- Phía đông giáp thị trấn Gò Quao và các xã Định Hòa, Vĩnh Phước A
- Phía tây giáp xã Thới Quản
- Phía nam giáp huyện U Minh Thượng
- Phía bắc giáp huyện Giồng Riềng.

Xã Thủy Liễu có diện tích 37,89 km², dân số năm 2020 là 11.302 người, mật độ dân số đạt 298 người/km².

## Hành chính
Xã Thủy Liễu được chia thành 9 ấp: Châu Thành, Hiệp An, Hòa An, Hòa Thành, Phước An, Phước Tiền, Thạnh Hòa I, Thạnh Hòa II, Thạnh Hòa III.

## Lịch sử
Theo nhà văn Bình Nguyên Lộc (trước năm 1975), tên xã Thủy Liễu là do vua Gia Long khi tẩu quốc chạy đến đây đặt ra tên này. Truyện kể khi đặt chân đến nơi này thuyền của nhà vua không còn thực phẩm. Có một bà lão dâng lên vua một chén bần (trái của cây bần) dầm nước mắm, đang cơn đói nhà vua ăn cơm ngon quá bèn hỏi bà lão địa danh nơi đây là gì? Bà lão thưa là Cả bần vì nơi đây cây bần mọc như rừng nhà vua bèn nhìn cây lạ mà mình vừa ăn song, thấy cây giống như cây Liễu mà lại mọc dưới nước bèn đặt tên cho nơi đây là Thủy Liễu cho đến ngày nay trở thành địa danh.
Sau năm 1975, Thủy Liễu là một xã thuộc huyện Gò Quao.
Ngày 27 tháng 9 năm 1983, Hội đồng Bộ trưởng ban hành Quyết định số 107-HĐBT về việc chia xã Thủy Liễu thành 2 xã lấy tên là xã Thủy Liễu và xã Thủy Tiến.